# Décembre 1898

## Événements
- 10 décembre (traité de Paris) : fin de la guerre hispano-américaine, les États-Unis annexent Guam et Porto Rico à titre d’indemnité et achètent les Philippines à l’Espagne pour 20 millions de dollars. Cuba devient indépendant sous protectorat américain (1903-1934).
  - Après le traité de Paris et la perte de ses dernières colonies, l’Espagne paie son affaiblissement sur le plan intérieur. La Catalogne et les provinces basques revendiquent leur autonomie, tandis que le mouvement anarchiste gagne en influence en s’appuyant sur la pauvreté de la population.

- 12 décembre : Début de la construction d'une base navale à Bahía Blanca

- 18 décembre : premier record de vitesse automobile officiel : 63,154 km/h à Achères par Gaston de Chasseloup-Laubat sur une Jeantaud.

- 31 décembre : fondation de la Ligue de la patrie française (antidreyfusard).

## Naissances
- 1er décembre : Stuart Garson, premier ministre du Manitoba.
- 6 décembre : Alfred Eisenstaedt, photographe originaire de Prusse-Occidentale (Pologne) († 24 août 1995)
- 11 décembre : Joseph Marie Trinh-nhu-Khuê, cardinal vietnamien, archevêque de Hanoï († 27 novembre 1978).
- 12 décembre :
  - Piet van Kempen, coureur sur piste néerlandais († 5 mai 1985)
  - Pietro Bestetti, coureur cycliste italien († 3 janvier 1936)
  - August Desch, athlète américain, spécialiste du 400 m († 14 novembre 1964)
  - Fernand Barthe, joueur français de rugby à XV († 2 décembre 1961)
  - Denji Kuroshima, écrivain japonais († 21 décembre 1988)
  - Noreen Gammill, actrice américaine († 21 décembre 1988)
  - Berthold Jacob, journaliste et pacifiste allemand († 26 février 1944)
  - Gazanfar Khaligov, peintre soviétique († 1er mars 1981).

- 20 décembre : Wilhelm Vogel, résistant allemand au nazisme († 16 avril 1989).
- 21 décembre : Romanie Pollet, doyenne de Belgique depuis le 19 janvier 2008.
- 26 décembre : 
  - Samuel Jennings, footballeur anglais († 26 août 1944).
  - Hector Martin, coureur cycliste belge († 9 août 1972).

## Décès
- 12 décembre : William DeLacy (né le 29 septembre 1828), général de brigade américain
- 25 décembre : Georges Rodenbach (43 ans), poète symboliste belge (° 16 juillet 1855).
- 28 décembre : Martin Nadaud, homme politique français.